# Eremorhax joshui
Espèce
Synonymes
- Arenotherus joshui Brookhart & Muma, 1987

Eremorhax joshui est une espèce de solifuges de la famille des Eremobatidae.

## Distribution
Cette espèce est endémique de Californie aux États-Unis,.

## Description
Eremorhax joshui mesure de 32 à 38 mm.

## Étymologie
Son nom d'espèce lui a été donné en référence au lieu de sa découverte, le parc national de Joshua Tree.

## Publication originale
- Brookhart & Muma, 1987 : Arenotherus, a new genus of Eremobatidae (Solpugida) in the United States. Englewood, Colorado: Cherry Creek High School Print Shop, p. 1-18.